# Ли.Дер
Ли.Дер — советская и российская рок-группа играющая в стиле хард-рок и хэви-метал (хард-н-хэви). В конце 1980-х — начале 1990-х коллектив побывал с концертами во многих республиках бывшего СССР.

## История группы
Группа была образована в марте 1988 года в Севастополе Александром Барулиным..
Альбом «Деньги за веру» издан в начале 1990 года на виниле на студии грамзаписи «Мелодия» (СССР) был продан тиражом более 100 тыс. экземпляров по всему миру.
Альбом «Дорога на..._(альбом)» 1992 года издавался на виниле на студии грамзаписи «SNC Records» (Россия) и был продан тиражом свыше 100 тыс. экземпляров по всему миру.
В 2018 году вышел сборник на виниле «Антология крымского рока», в который вошла песня «Три дня до весны».
Группа готовит 16-й альбом. Первую часть альбома в виде EP «Сильнее смерти», Ли. Дер выложили на интернет-ресурсах в 2018 году.
Группа Ли. Дер является организатором фестиваля «Рок-н-ролл на Рождество», который с 1996 года проводится в Севастополе.
18 января 2020 года состоялся 19-й фестиваль, в котором приняли участие группы Ли.Дер, «Шам», «Лабиринт», «Optimal Tendency», «Seazone», «Amely Sky».
15 мая 2024 года группа выпустила сборник баллад «Всё переменится» в формате CD на «БТР Publishing»

## Состав группы
- Александр Барулин — вокал, тексты песен, композитор
- Константин Юрченко — гитара
- Дмитрий «Шприц» Белый — бас
- Геннадий «Wild Myron» Миронов — клавишные
- Алексей «Лёс» Васильев — ударные

В 1989-90 годах участником группы был Игорь Краев.

## Дискография группы
- 1988 По разные стороны баррикады
- 1989 День сумасшествия
- 1991 Деньги за веру (Винил, Мелодия)
- 1992 Дорога на … (Винил, SNC Records)
- 1994 Роллер
- 1997 Седьмой ангел (A.T. Publishing)
- 1998 Возвращение Гулливера
- 2001 Разбитые небеса
- 2005 Я выбираю сны (Rostok Records)
- 2008 Достучаться до небес (Falyosa Family Factory)
- 2010 Дорога в Рай…
- 2014 Все против всех
- 2018 Сильнее смерти (EP)

### Сборники
- 1995 Life (Сборник, CD)
- 1997 Фестиваль «Поколено-97» (A.T.Publisbing, сборник, CD\MC).
- 2002 В Двух Шагах От Рая (Сборник)
- 2003 B-Side (Сборник, CD)
- 2003 Неизданное. Том 2 (Сборник, CD)
- 2010 Ангелы среди нас… (Акустика) (Falyosa Family Factory, сборник, CD)
- 2024 Всё переменится (Баллады) (БТР Publishing, сборник, CD)